# Caesalpinia
Genre
Classification phylogénétique
Caesalpinia est un genre de plantes à fleurs de la famille des Caesalpiniaceae selon la classification classique, ou des Fabaceae (sous-famille des Caesalpinioideae) selon la classification phylogénétique.
Plusieurs espèces ont été transférées en 2016 dans les genres Biancaea, Cenostigma, Coulteria, Denisophytum, Erythrostemon, Gelrebia, Guilandina, Hoffmannseggia, Libidibia, Mezoneuron, Paubrasilia, Pomaria et Tara. Le nombre d'espèces et la description de ce genre sont discutés par Lewis (Kew).
Une espèce bien connue est Caesalpinia pulcherrima, une des espèces d'arbres appelées flamboyant.

## Étymologie
Le nom de ce genre, ainsi que celui de la sous-famille et de la tribu qui le contiennent, fait référence au botaniste italien Andrea Cesalpino.

## Sélection d'espèces
- Caesalpinia cassioides Willd., 1809
- Caesalpinia crista L.
- Caesalpinia monensis Britt.
- Caesalpinia pulcherrima (L.) Sw.

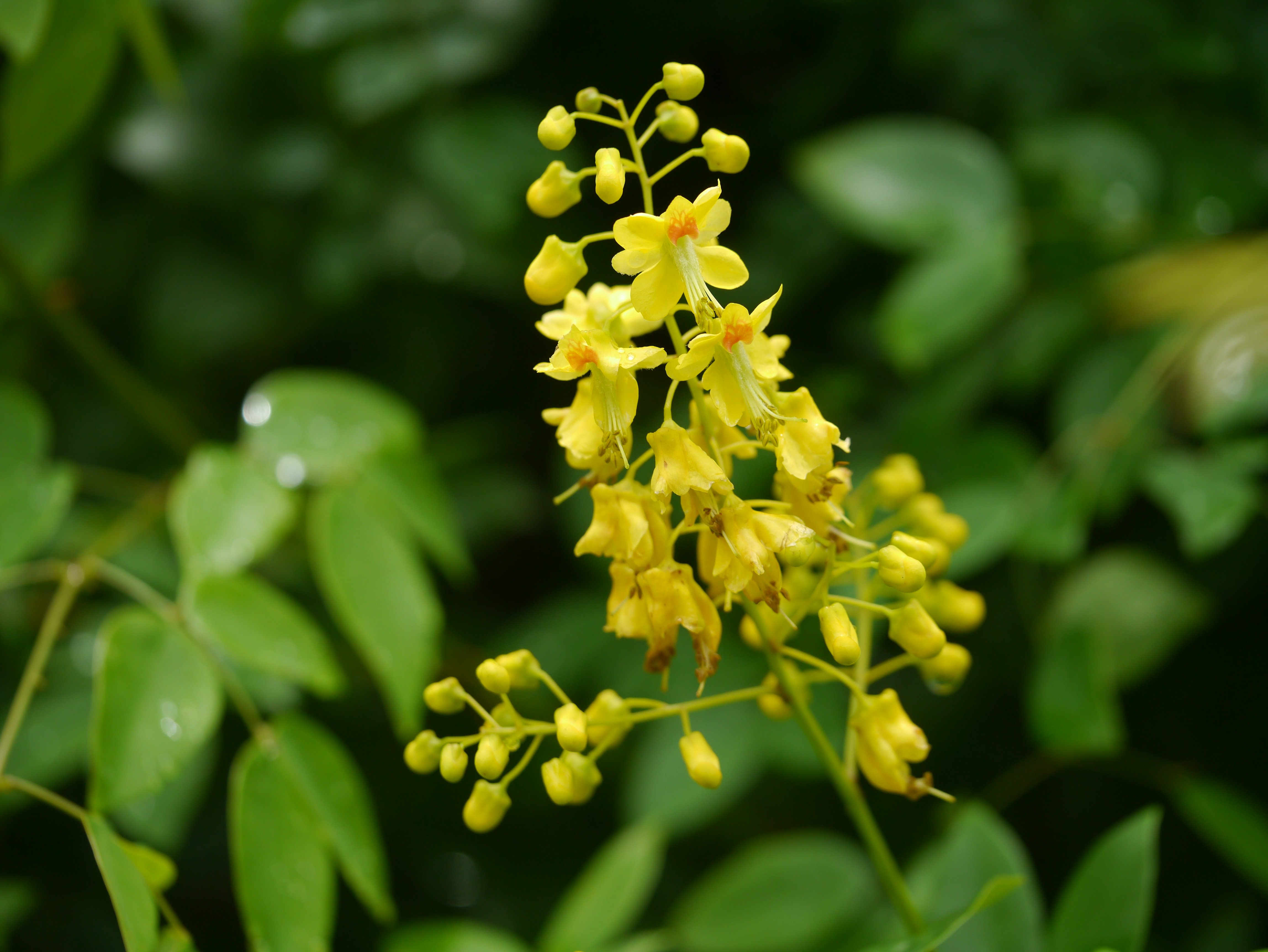
Caesalpinia crista.
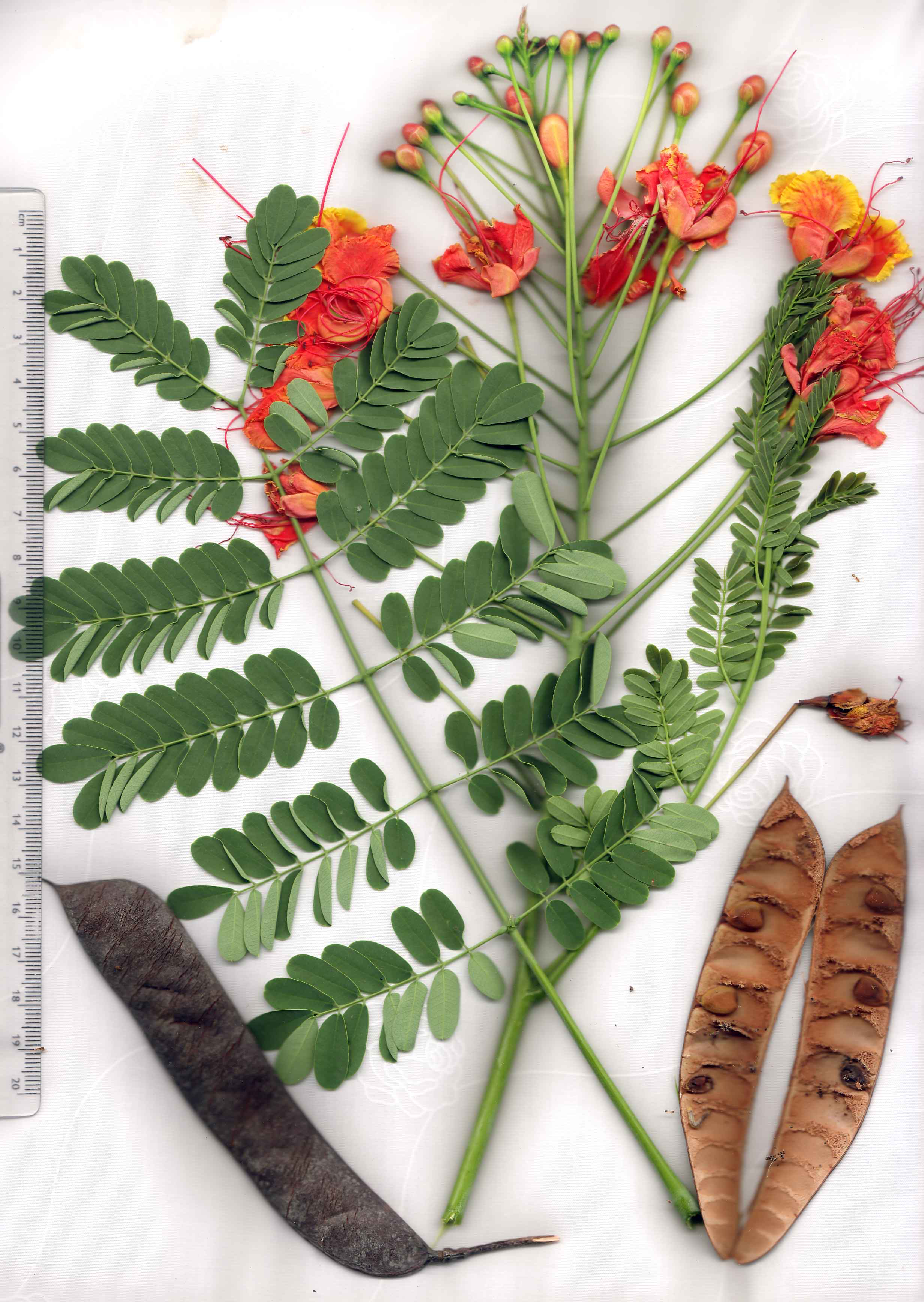
Caesalpinia pulcherrima.
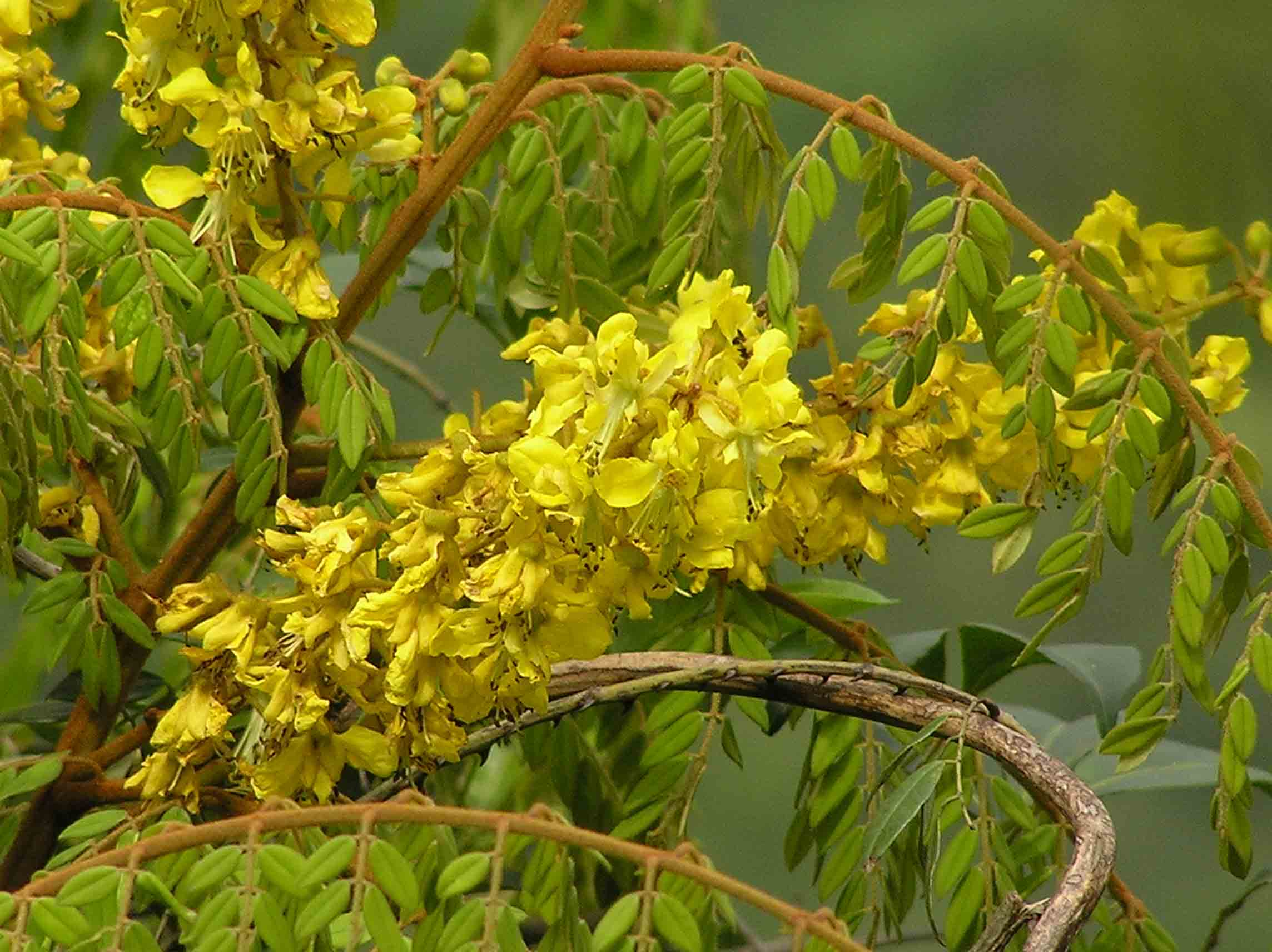
Caesalpinia vernalis.